# سوزان ویلیامز (ورزشکار سه‌گانه)
سوزان ویلیامز (انگلیسی: Susan Williams؛ زادهٔ ۱۷ ژوئن ۱۹۶۹) ورزشکار ورزش سه‌گانه اهل ایالات متحده آمریکا است.
وی در مسابقات کشوری و بین‌المللی در مجموع برندهٔ ۱ مدال برنز شده‌است.